# Pseudobradya pulchera
Pseudobradya pulchera är en kräftdjursart som beskrevs av Lang 1965. Pseudobradya pulchera ingår i släktet Pseudobradya och familjen Ectinosomatidae. Inga underarter finns listade i Catalogue of Life.